# Березовка (Брединський район)
Березовка (рос. Берёзовка) — селище у Брединському районі Челябінської області Російської Федерації.
Входить до складу муніципального утворення Римнікське сільськепоселення. Населення становить 163 особи (2010).

## Історія
Населений пункт належав до Оренбурзької губернії. Від 4 листопада 1929 року належить до Брединського району Челябінської області.
Згідно із законом від 13 вересня 2004 року органом місцевого самоврядування є Римнікське сільськепоселення.

## Населення
| 2002 | 2010 |
| ---- | ---- |
| 290  | ↘163 |